# 2008年國際自由車環台賽
2008年國際自由車環台賽（法語：2008 Tour de Taiwan）在2008年3月9日─3月16日舉行，首先由高雄市愛河的城市繞圈賽揭開序幕，並依序在屏東、彰化、台中、新竹、台北都會區（臺北縣、市），進行不同類型的公路賽與繞圈賽，且不跨縣市進行。
較往年不同的是，以往環台賽僅有七站，因為配合台北世界貿易中心南港展覽館（下簡稱「南港館」）隨著台北國際自行車展（下簡稱「自行車展」）於3月13日開幕，並正式啟用的關係，使得2008年的比賽，除了新增南港館的分站外，更創下一連兩天在台北市進行不同場地繞圈賽的首例，也讓環台賽在2008年的規模，提升至八站。
除了規模的提升，也因為這項比賽自2007年起，獲得與國際奧林匹克委員會認可，成為2008年北京奧運自行車資格賽中，亞洲區積分賽項目，進而廣受眾多參賽隊伍的重視。雖然有部分選手，已經獲得奧運門票，但仍有眾多亞洲車手，將此比賽視為一場「奧運門票保衛戰」。

## 競賽規章
本章節僅說明上屆未提及之重點或修正部分，正確規章應依照官方公布之版本或國際自由車總會訂定之公路賽規章（页面存档备份，存于）為準。
- 繞圈賽：

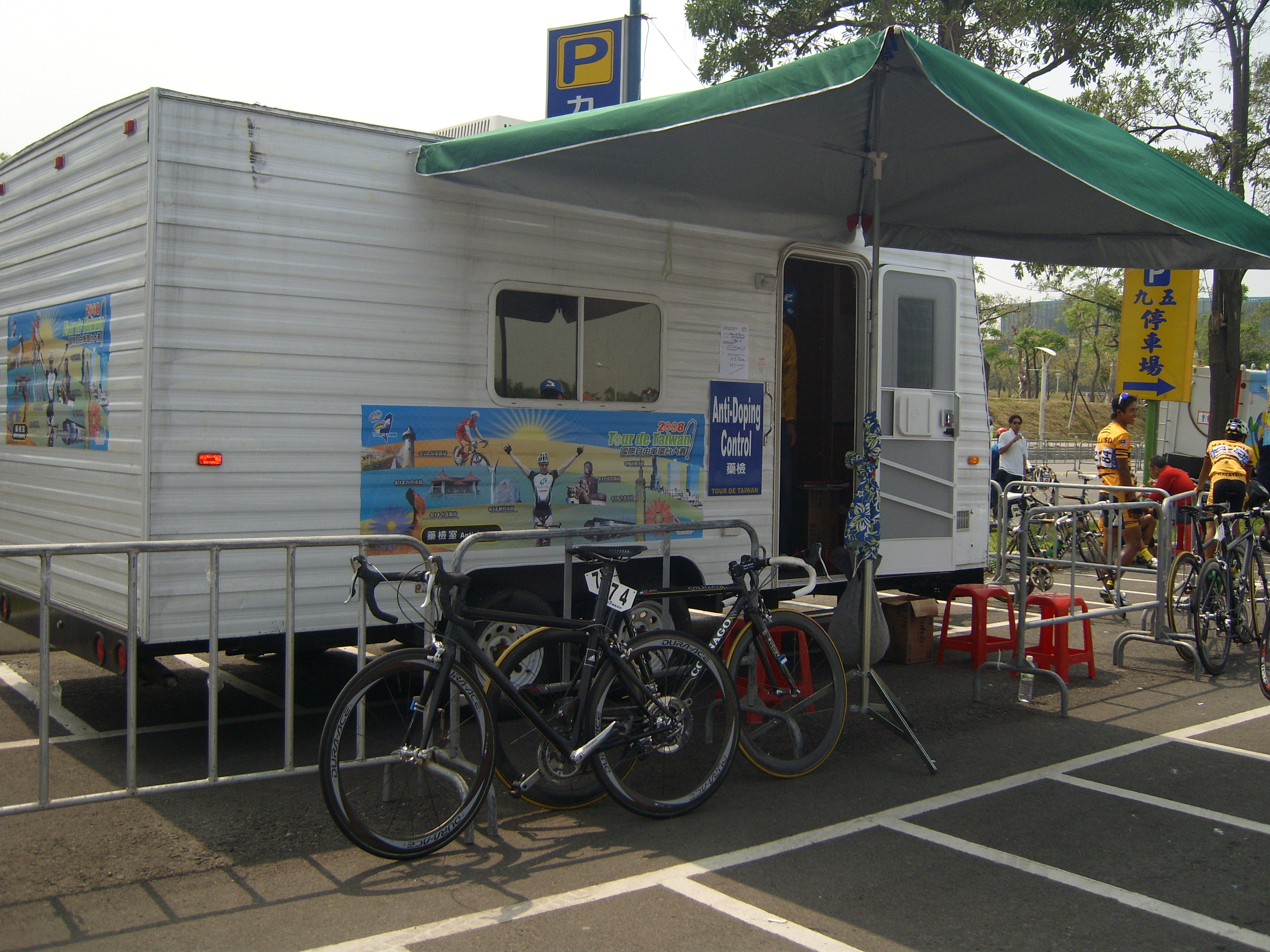
今年首度設置藥檢車，更確保了比賽的公正性。

  - 衝刺點：各站之配置點，詳見「各站概要」之說明。只要是該衝刺點的最速三位車手，將分別獲得不等的減秒與積分獎勵a。
  - 休息圈：或稱「中立圈」，倘若選手發生機械故障時，才會出現，但倒數3圈（世貿南港館、台北市等站為倒數5圈）時b，就不會有休息圈。倘若比賽途中，出現嚴重集體事故時，競賽總監可宣布「比賽暫停」，並將該圈列為「中立圈」，或直接宣布「沒收比賽」c。
- 時間計算：
  - 前三名無論時間相同與否，皆按照排名順序，在總成績上，獲得減秒獎勵d。
  - 團體成績：低於三個成員的團隊，不得列入團體成績排名e。
- 禁藥檢驗：主辦單位曾因為「賽後未對優勝者進行藥檢」，被國際自由車總會進行警告，因此在2008年起，根據國際自由車總會訂定之藥檢規章，在各分站設置藥檢車[4][5]，針對單站冠軍，並隨機挑選任兩位完賽之車手，進行藥檢f。

### 冠軍衫與獎典

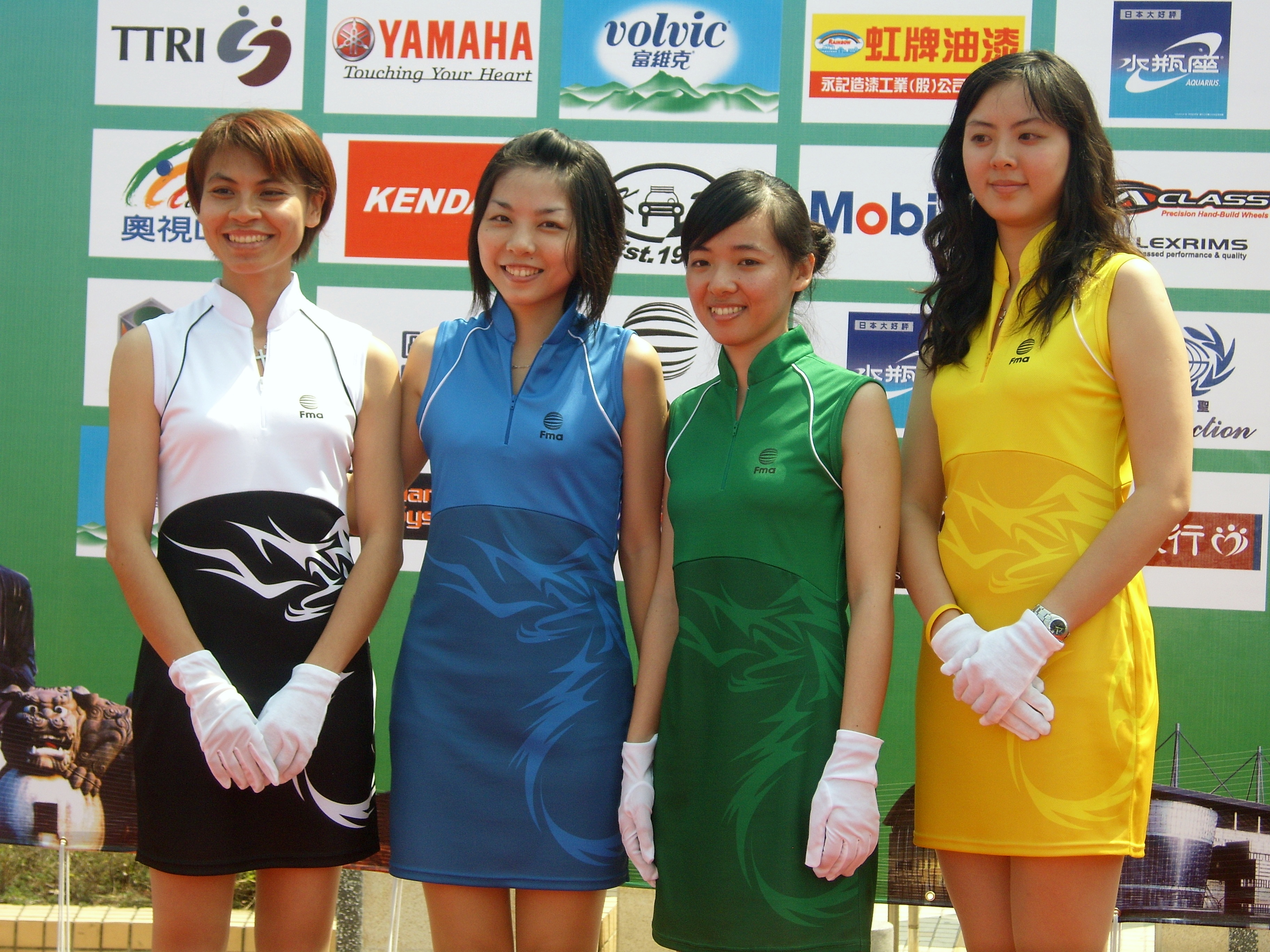
代表四種不同冠軍領騎衫的禮儀小姐。

除了團體總冠軍在最後一站結束後進行頒獎以外，其他如單站冠軍、台灣領先者（白衫）、亞洲領先者（藍衫）、衝刺積分領先者（綠衫）、個人總成績領先者（黃衫）都會在各站比賽結束後進行成績公佈與頒獎g。
而在今年，為了讓競賽的行政更具國際化，德懋國際有限公司，也是2008年自行車展的參展廠商，除了贊助冠軍領騎衫的設計，更為頒獎典禮的「禮儀小姐」，以中國傳統文化的「龍」為主題，量身訂做四種不同的自行車冠軍旗袍，展現了台灣本土廠商的專業設計能力。

### 說明
^  注解a：環台賽規章：第15.3條、第16.b條。
^  注解b：環台賽規章：第8.1條。
^  注解c：UCI規章：第2.2.029條。
^  注解d：環台賽規章：第16.a條。
^  注解e：環台賽規章：第15.2條。
^  注解f：環台賽規章：第19條。
^  注解g：環台賽規章：第18條。

## 參賽隊伍

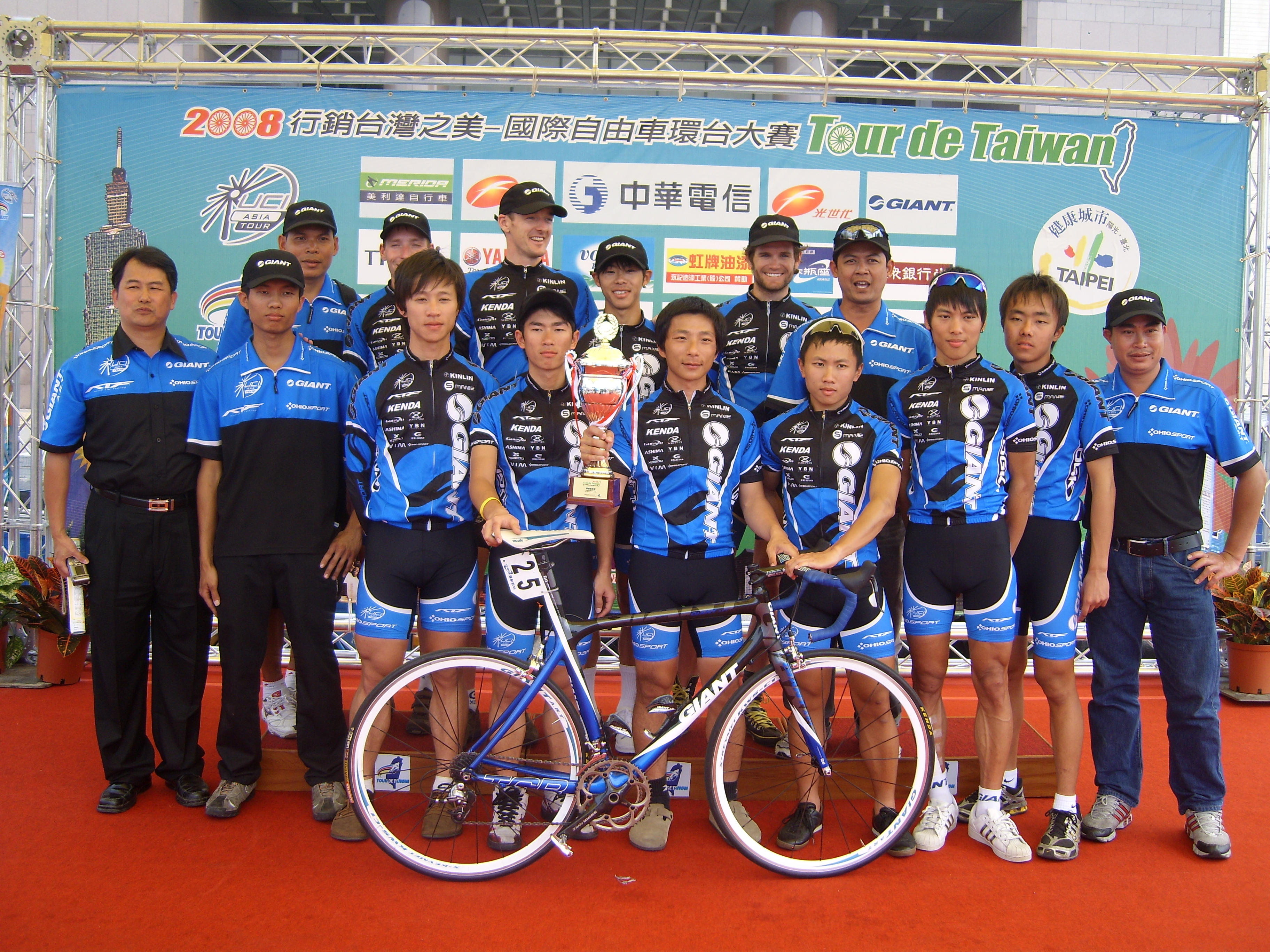
捷安特亞洲車隊。

| 區域   | 國別                                | 隊伍                                            |
| ------ | ----------------------------------- | ----------------------------------------------- |
| 歐洲   | 英国                                | KFS車隊（KFS Special Vehicles Sunday Bicycles） |
| 歐洲   | 荷蘭                                | RUK車隊（Ruiter Dakkapellen Wielerteam）        |
| 歐洲   | 荷蘭                                | 喜瑪諾職業車隊（Team Skil-Shimano）             |
| 歐洲   | 波蘭                                | 美利達歐洲隊                                    |
| 北美洲 | 加拿大                              | Jet Fuel Coffee車隊                             |
| 北美洲 | 美国                                | 瑪吉斯職業車隊                                  |
| 北美洲 | 美国                                | TT1職業車隊                                     |
| 大洋洲 |                                     | 保時捷職業車隊（Drapac Porsche）                |
| 亞洲   | 香港                                | 香港單車隊                                      |
| 亞洲   | 印度尼西亞                          | 寶利根職業車隊（Polygon Sweet Nice Team）       |
| 亞洲   | 日本                                | 愛三職業車隊（Aisan Racing Team）               |
| 亞洲   | 日本                                | 日本國家隊                                      |
| 亞洲   | 日本                                | 梅丹本舖車隊（Team Meitan Hompo - GDR）         |
| 亞洲   | 首爾車隊（Seoul City Cycling Team） |                                                 |
| 亞洲   | 马来西亚                            | 馬來西亞國家隊                                  |
| 亞洲   | 中華臺北                            | 新竹e-MA車隊                                    |
| 亞洲   | 中華臺北                            | 捷安特亞洲職業車隊                              |
| 亞洲   | 中華臺北                            | MAO亞洲車隊                                     |
| 亞洲   | 中華臺北                            | 台中縣自行車隊                                  |
| 亞洲   | 中華臺北                            | 台灣騎拿車隊（Taiwan Kinan CCD）                |

## 各站概要
註：比賽成績內的所有時間單位，皆為「時：分'秒"」。

### 第一站（高雄市）
- 口號：市民參與，幸福高雄
- 性質：國際菁英城市繞圈賽

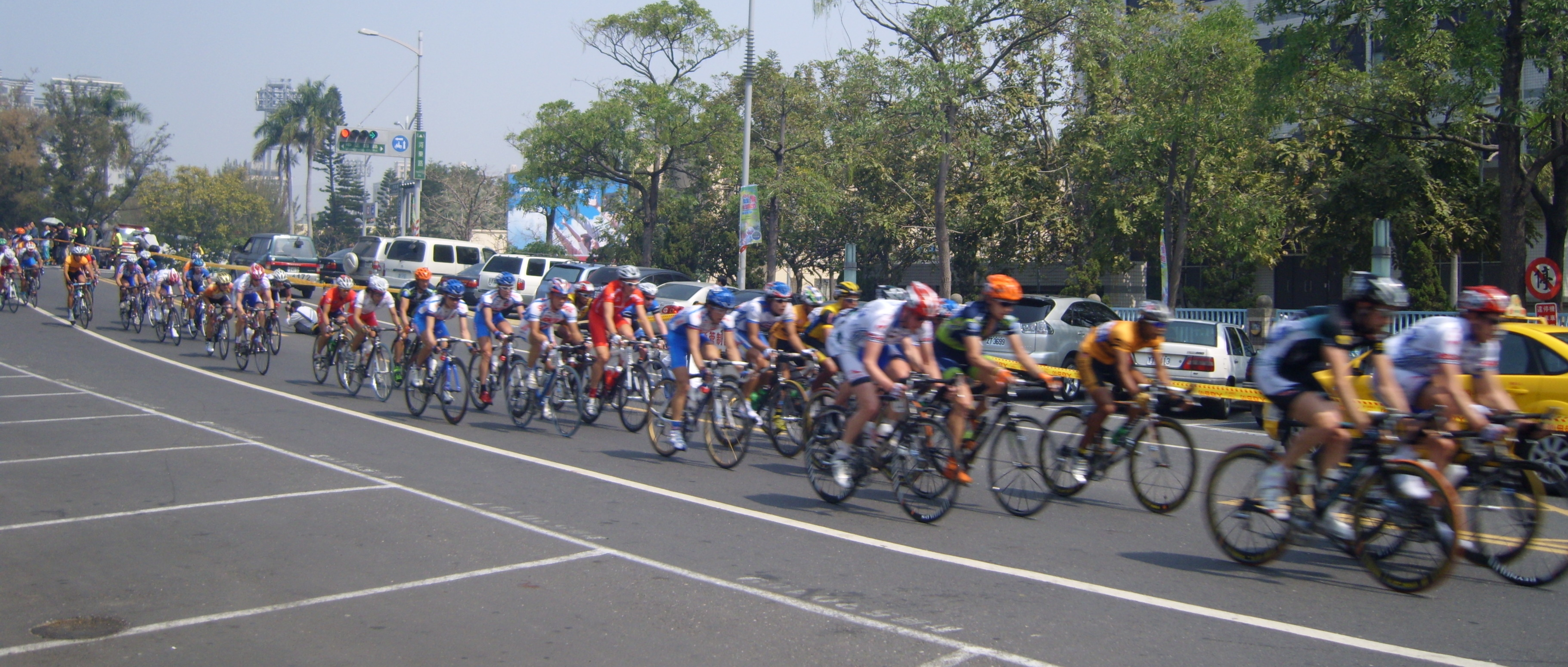
高雄市站，車手行經河東路。

- 路線：中正四路（仁愛公園）→河東路→五福四路→大智路→大仁路→中正四路
- 里程：每圈2.2公里，比賽進行40圈，共88公里，不含暖胎圈2圈
- 衝刺點：八倍數圈（第8、40圈除外）過終點前[8]。

#### 比賽數據
註：比賽成績以官方公佈之成績表（页面存档备份，存于）為準。
- 單站成績：

| 項目 | 個人前三名                    | 團體前三名     |
| ---- | ----------------------------- | -------------- |
| 1    | 黃金寶 （香港單車隊）         | 美利達歐洲隊   |
| 2    | 宮澤崇史 （梅丹本舖車隊）     | 香港單車隊     |
| 3    | 西谷泰治 （日本愛三職業車隊） | 瑪吉斯職業車隊 |

- 各項領先者：

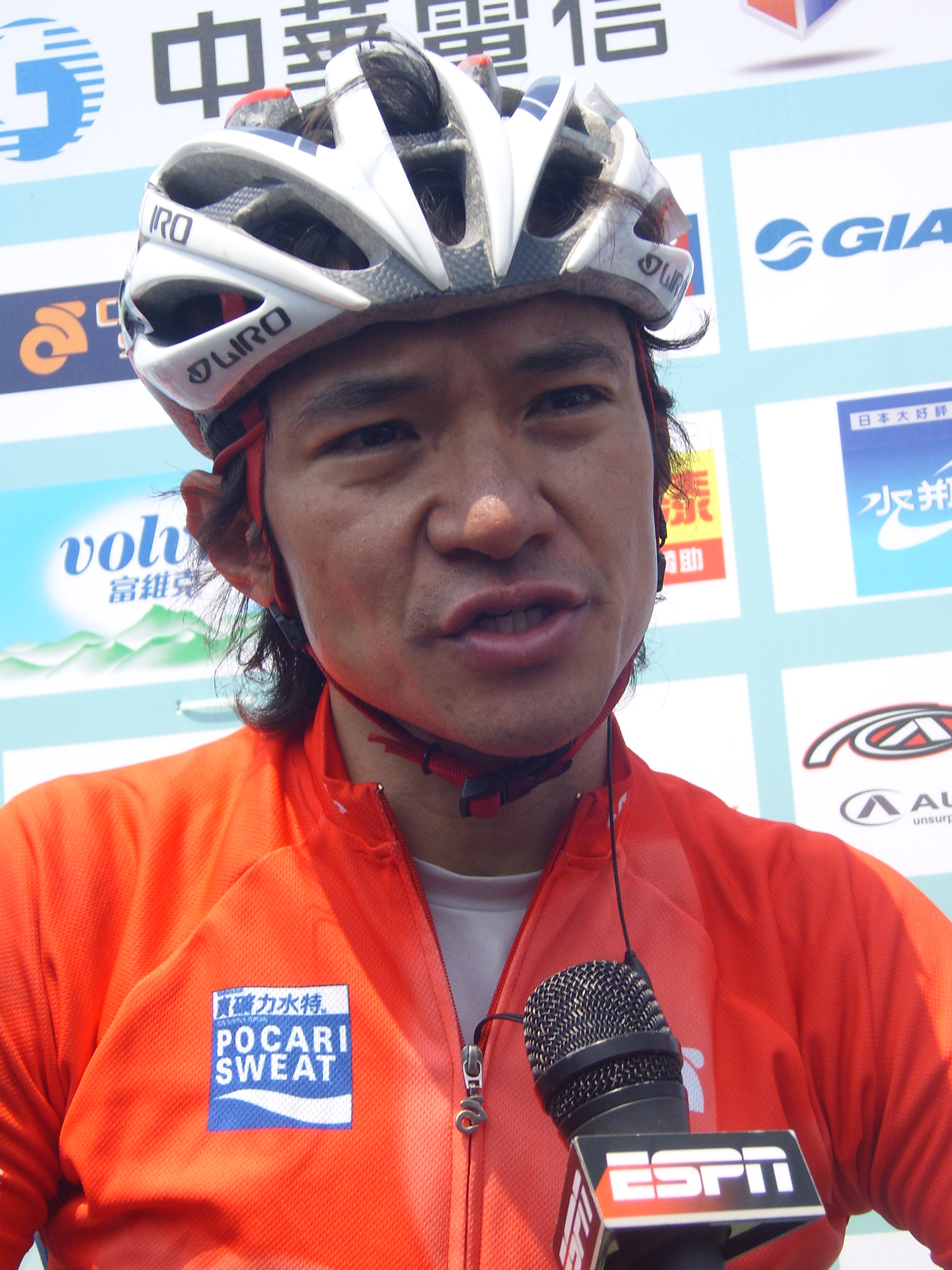
黃金寶單站三冠，ESPN隨後進行訪問。

  - 個人總成績、亞洲車手：黃金寶，1:56'54"
  - 台灣車手：巫帛宏（台灣騎拿車隊），1:57'04"，總排名第13
  - 衝刺王：John Murphy（美國瑪吉斯車隊），19分
  - 團體總成績：美利達歐洲隊

### 第二站（屏東縣）
- 口號：遠見、行動、幸福[9]
- 性質：國際菁英公路賽
- 路線：屏東熱帶農業博覽會園區（起終點）→屏東生物科技園區→蘭花蕨自行車專用道（折返點，原路返回起點）
- 衝刺點：雙數圈（除第八圈以外）過終點前[8]。
- 里程：路程來回13.9公里，比賽進行8圈，共111.2公里，不含暖胎的1.2公里。

#### 比賽數據
註：比賽成績以官方公佈之成績表（页面存档备份，存于）為準。
- 單站成績：

| 項目 | 個人前三名                | 團體前三名     |
| ---- | ------------------------- | -------------- |
| 1    | （美利達歐洲隊）          | 捷安特亞洲車隊 |
| 2    | 晟伯 （韓國首爾車隊）     | 香港單車隊     |
| 3    | 西谷泰治 （愛三職業車隊） | 台灣騎拿車隊   |

- 各項領先者：

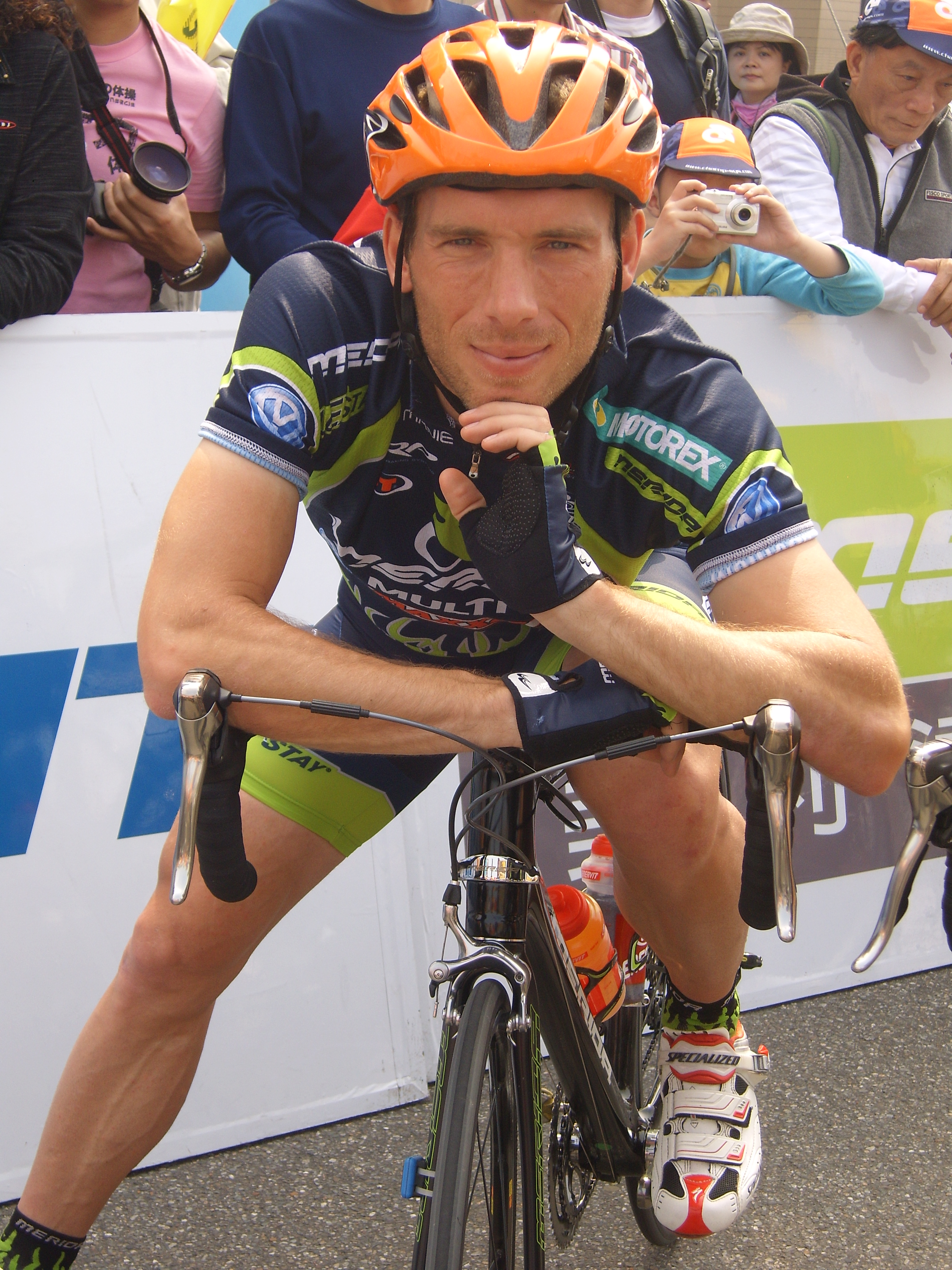
Marek Wesoły，第二站的一個驚奇。

  - 亞洲車手：黃金寶（香港單車隊），4:18'41"，總排名第3
  - 台灣車手：巫帛宏（台灣騎拿車隊），4:18'51"，總排名第15
  - 衝刺王：John Murphy（美國瑪吉斯車隊），30分
  - 個人總成績：John Murphy，4:18'36"
  - 團體總成績：美利達歐洲隊

### 第三站（彰化縣）
- 口號：園藝花卉之都[10]
- 性質：國際菁英公路長途賽
- 路線：八卦山遊客服務中心→秀水→鹿港天后宮→食益補公司（第一衝刺點）[8]→芳苑濱海公路→二林高商（第二衝刺點）[8]→田尾公路花園→美利達公司（第三衝刺點）[8]→彰化縣政府→八卦山大佛→八卦山風景區→縣道139號→省道74甲→省道1號→秀傳醫院→彰化縣政府→八卦山大佛
- 里程：全程117.4公里，不含暖胎的6.6公里（八卦山大佛→八卦山遊客服務中心）

#### 比賽數據
註：比賽成績以官方公佈之成績表（页面存档备份，存于）為準。
- 單站成績：

| 項目 | 個人前三名                        | 團體前三名     |
| ---- | --------------------------------- | -------------- |
| 1    | Peter McDonald （保時捷職業車隊） | 捷安特亞洲車隊 |
| 2    | Erik Hoffmann （捷安特亞洲車隊）  | 喜瑪諾職業車隊 |
| 3    | 肖恩·米尔恩 （TT1職業車隊）       | 日本國家隊     |

- 各項領先者：

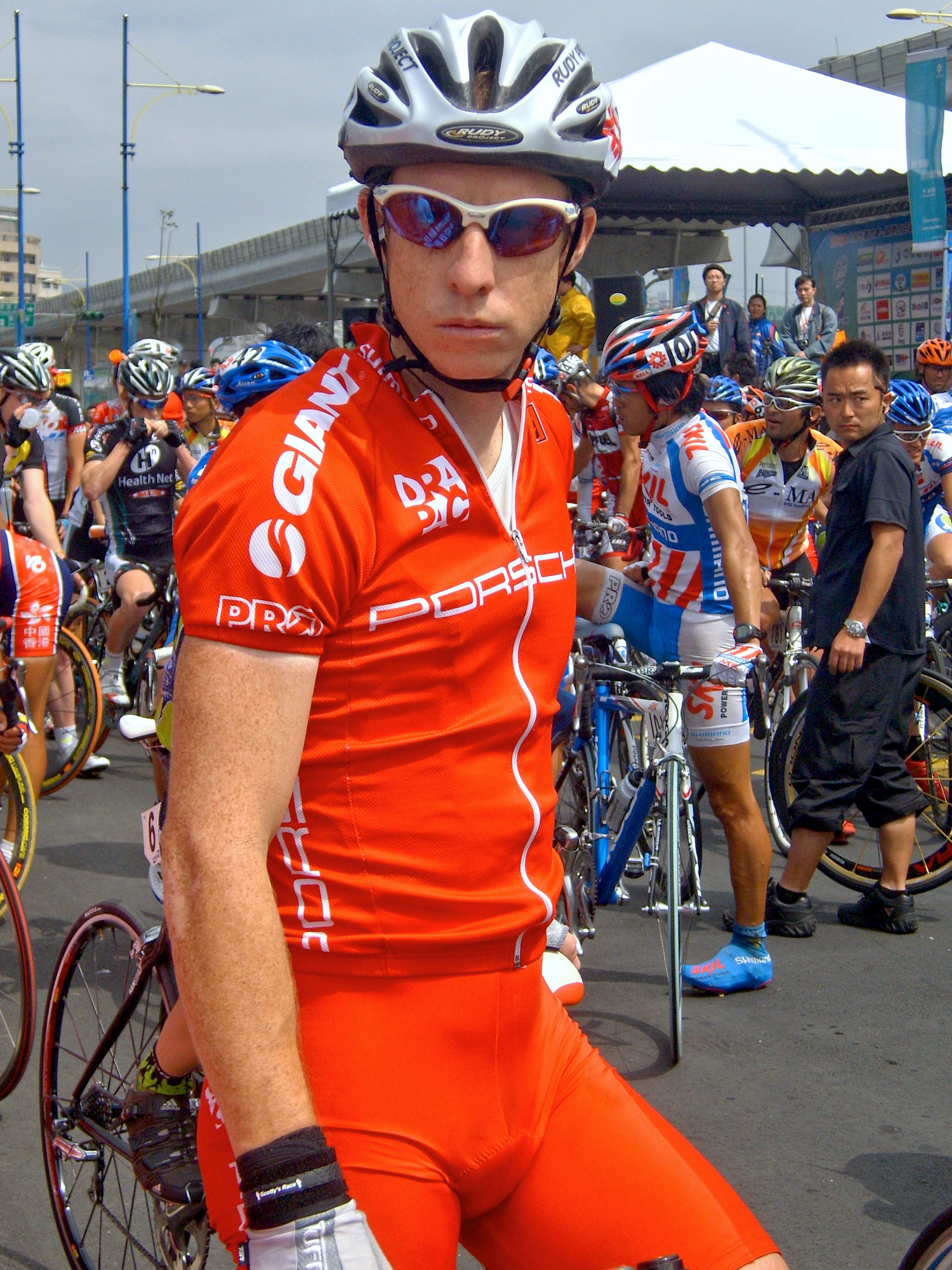
Peter McDonald，第三站的單站冠軍。

  - 亞洲車手：宮澤崇史（梅丹本舖車隊），7:04'30"，總排名第3
  - 台灣車手：賴冠華（捷安特亞洲車隊），7:04'45"，總排名第12
  - 衝刺王：John Murphy（美國瑪吉斯車隊），39分
  - 個人總成績：John Murphy（美國瑪吉斯車隊），7:04'24"
  - 團體總成績：捷安特亞洲車隊

### 第四站（台中市）
- 口號：創意、活力、文化城[11]
- 性質：國際菁英城市繞圈賽

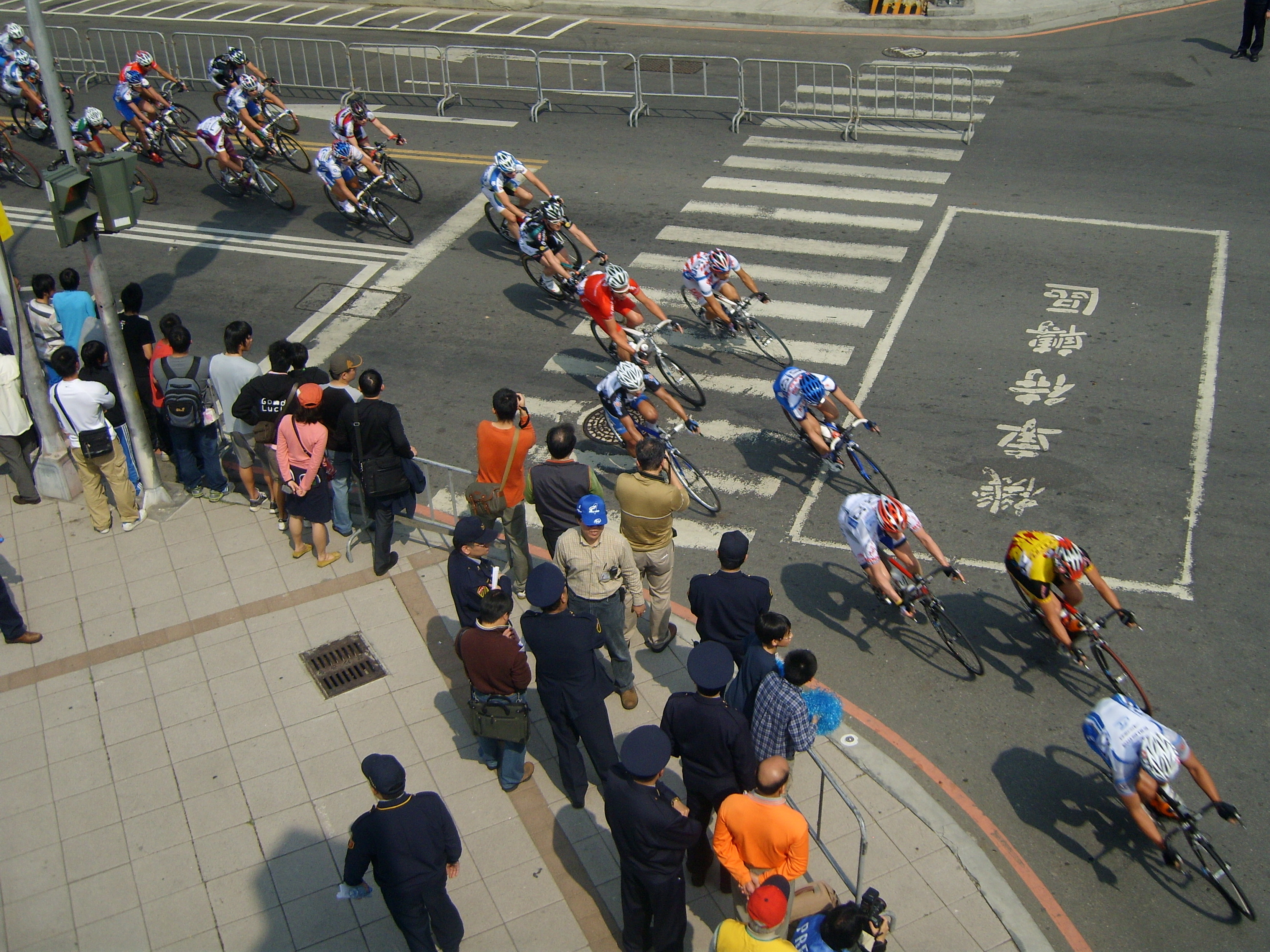
文心路、向上路交叉口

- 路線：向上路二段（文心森林公園圓滿戶外劇場，起終點）→文心路一段→大墩七街→河南路四段
- 里程：每圈2.2公里，比賽進行40圈，共88公里，不含暖胎圈2圈
- 衝刺點：八倍數圈（第8、40圈除外）過終點前[8]。

#### 比賽數據
註：比賽成績以官方公佈之成績表（页面存档备份，存于）為準。
- 單站成績：

| 項目 | 個人前三名                     | 團體前三名  |
| ---- | ------------------------------ | ----------- |
| 1    | （美利達歐洲隊）               | TT1職業車隊 |
| 2    | 西谷泰治 （愛三職業車隊）      | 首爾車隊    |
| 3    | John Murphy （瑪吉斯職業車隊） | 香港單車隊  |

- 各項領先者：

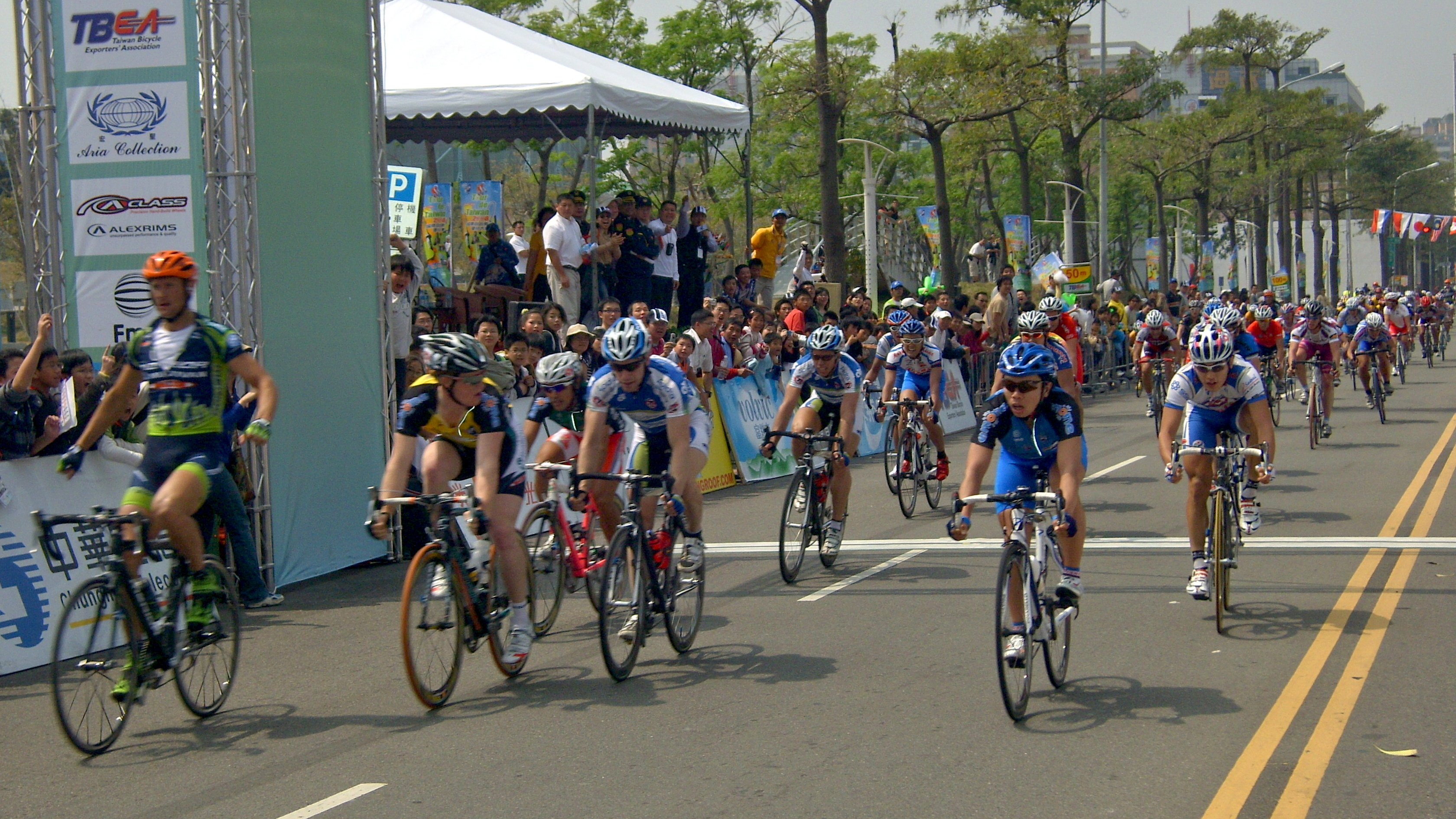
決定贏家的一瞬間，Jeżowski（最左側）最先壓線。

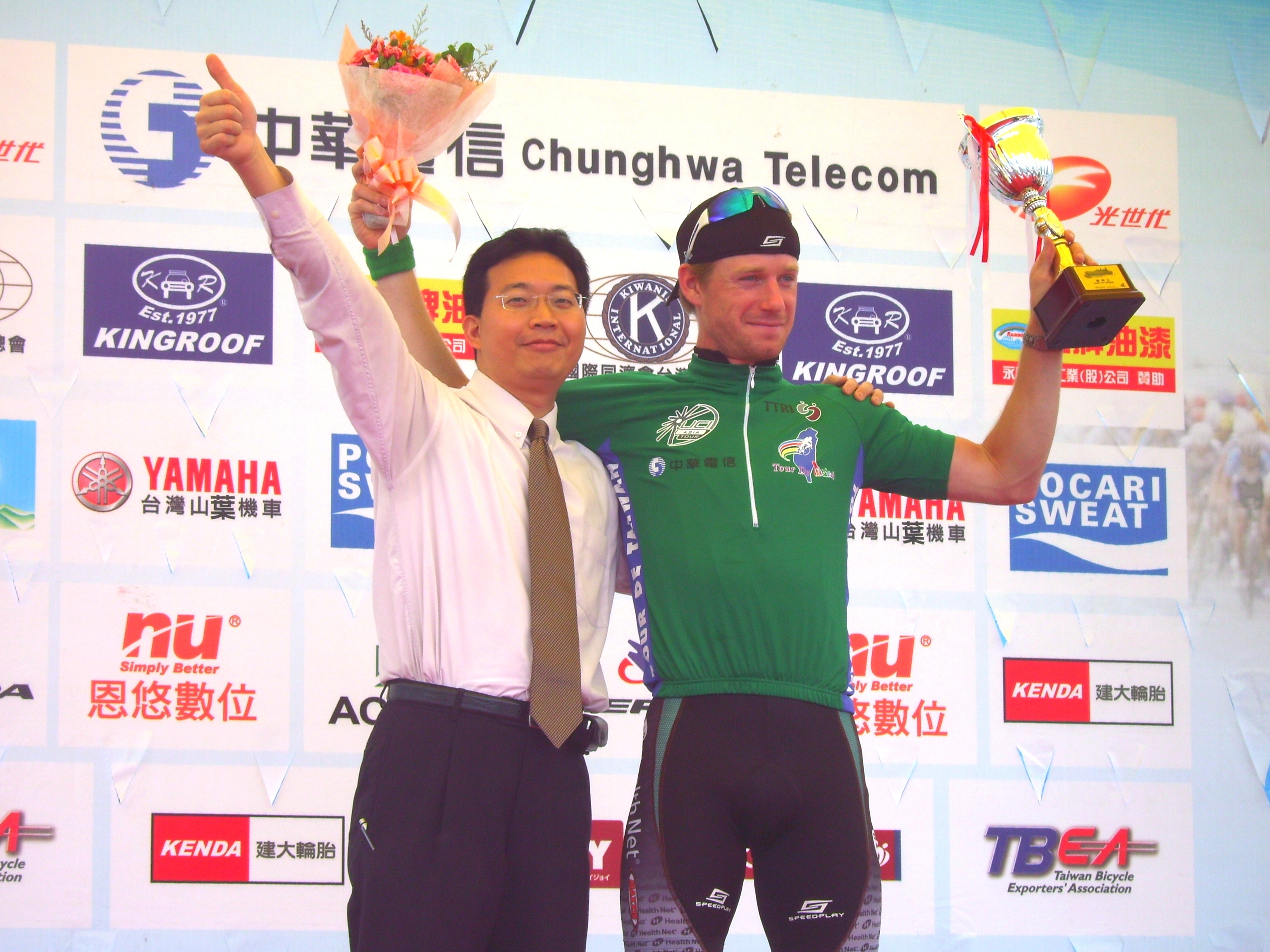
Shwan Milne（右）在新竹站拿下冠軍後，一度威脅John Murphy的黃衫領先地位。

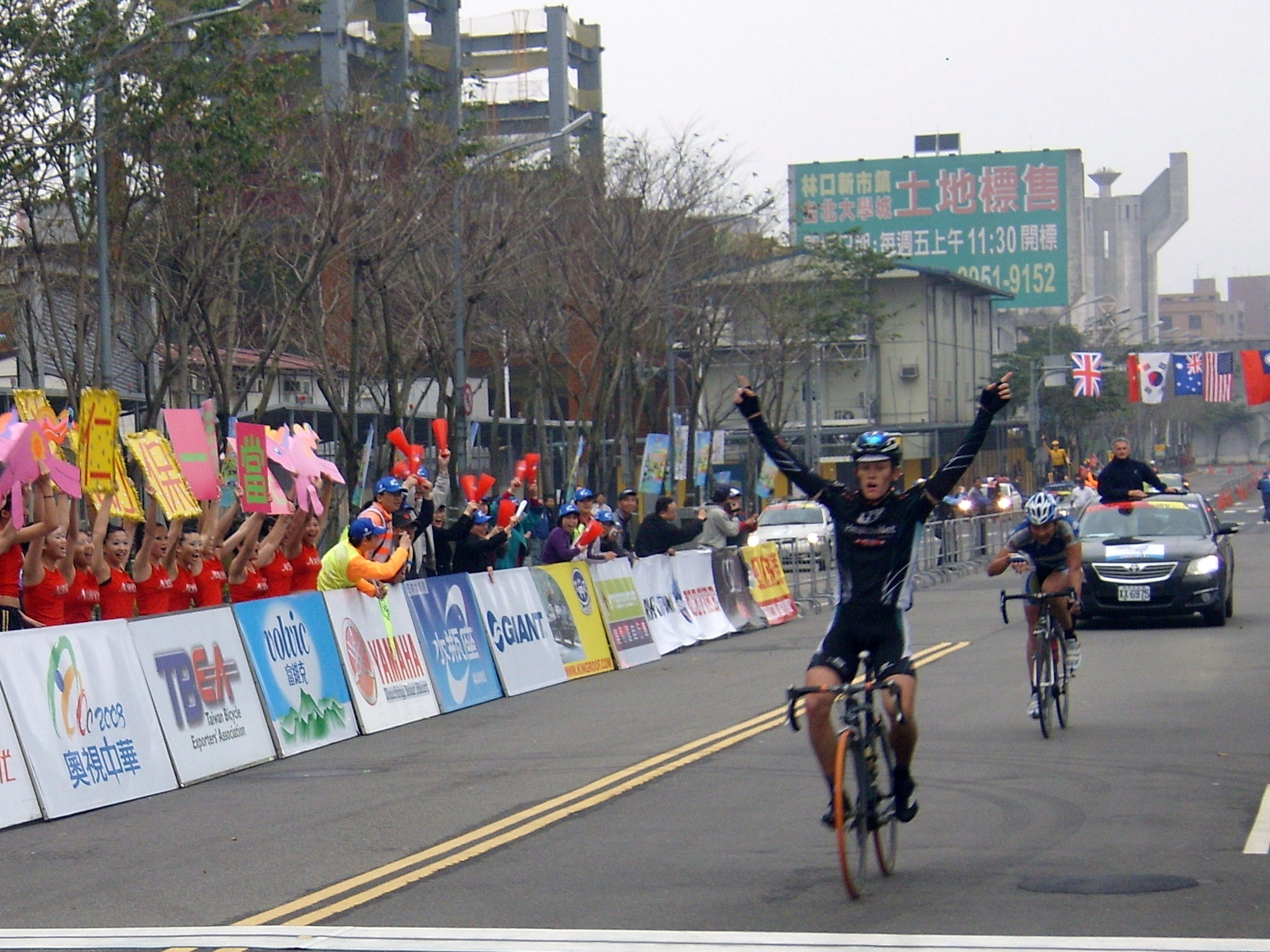
第六站的衝線，Kyle Gritters（舉雙臂者）奪下單站冠軍。

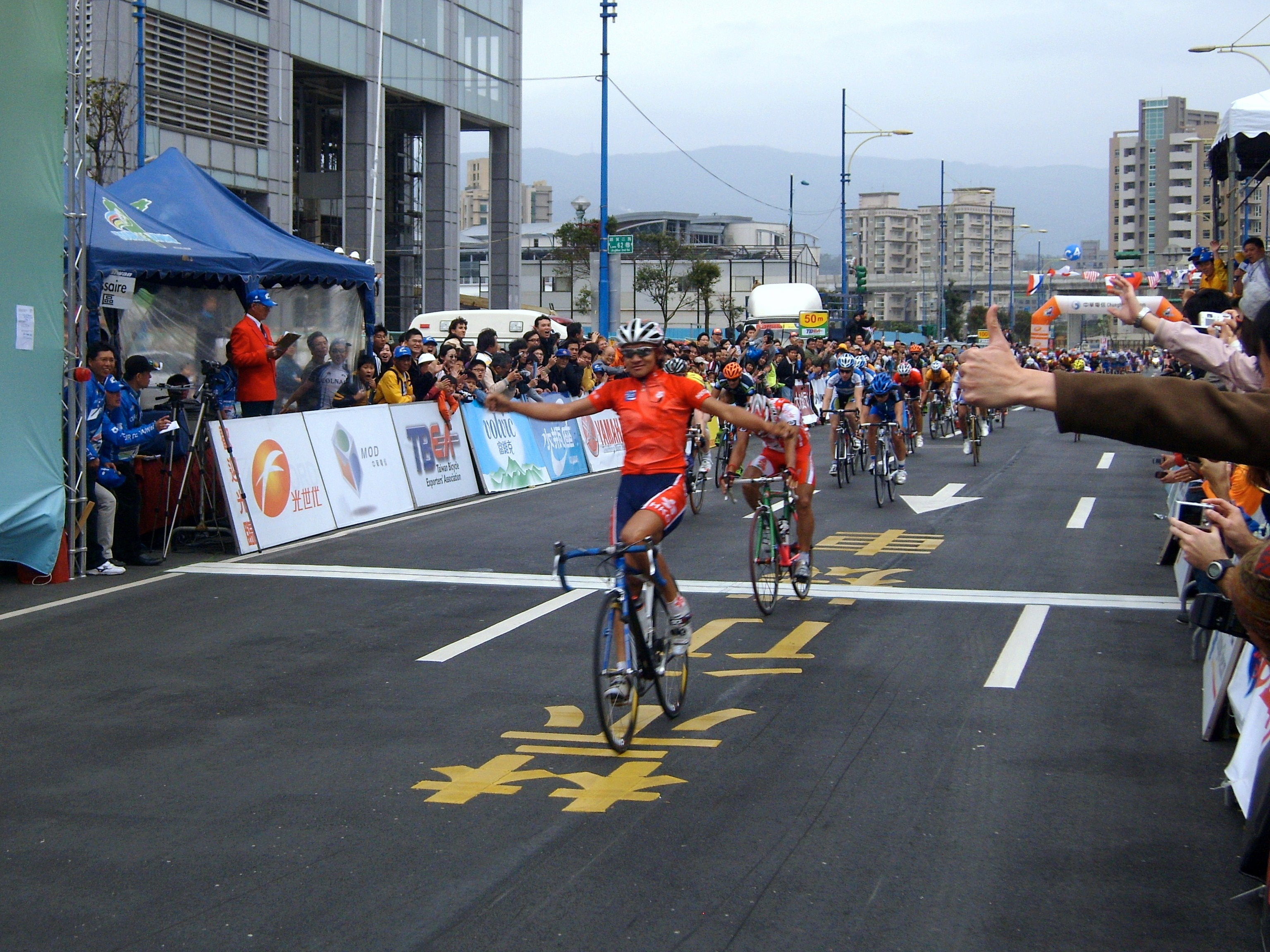
黃金寶（舉雙臂者）再度拿下單站冠軍。

  - 亞洲車手：西谷泰治（愛三職業車隊），8:58'06"，總排名第2
  - 台灣車手：賴冠華（捷安特亞洲車隊），8:58'27"，總排名第12
  - 衝刺王：John Murphy（美國瑪吉斯車隊），59分
  - 個人總成績：John Murphy（美國瑪吉斯車隊），8:57'56"
  - 團體總成績：捷安特亞洲車隊

### 第五站（新竹市）
- 口號：文化、科技、花園城市[12]
- 性質：複合式競賽（公路＋繞圈）
- 路線：新竹市政府→西大路→北大路→中正路（暖胎兩圈）→東大路（台122號公路，競賽起點）→新港二路→天府路→台61線→（大庄←→西濱加油站，來回共九圈）→風情海岸（終點）。
- 里程：148.3公里，不含東大路之前的7.5公里暖胎
- 衝刺點：單數圈（大庄←→西濱，第1、9圈除外）過終點前[8]。

#### 比賽數據
註：比賽成績以官方公佈之成績表（页面存档备份，存于）為準。
- 單站成績：

| 項目 | 個人前三名                  | 團體前三名     |
| ---- | --------------------------- | -------------- |
| 1    | 肖恩·米尔恩 （TT1職業車隊） | TT1職業車隊    |
| 2    | （美利達歐洲隊）            | 台灣騎拿車隊   |
| 3    | 晟伯 （首爾車隊）           | 寶利根職業車隊 |

- 各項領先者：
  - 亞洲車手：西谷泰治（愛三職業車隊），12:14'36"，總排名第3
  - 台灣車手：賴冠華（捷安特亞洲車隊），12:14'59"，總排名第12
  - 衝刺王：John Murphy（美國瑪吉斯車隊），67分
  - 個人總成績：John Murphy（美國瑪吉斯車隊），12:14'26"
  - 團體總成績：捷安特亞洲車隊

### 第六站（台北縣）
- 口號：美麗、幸福、大台北[13]
- 性質：國際菁英公路長途賽

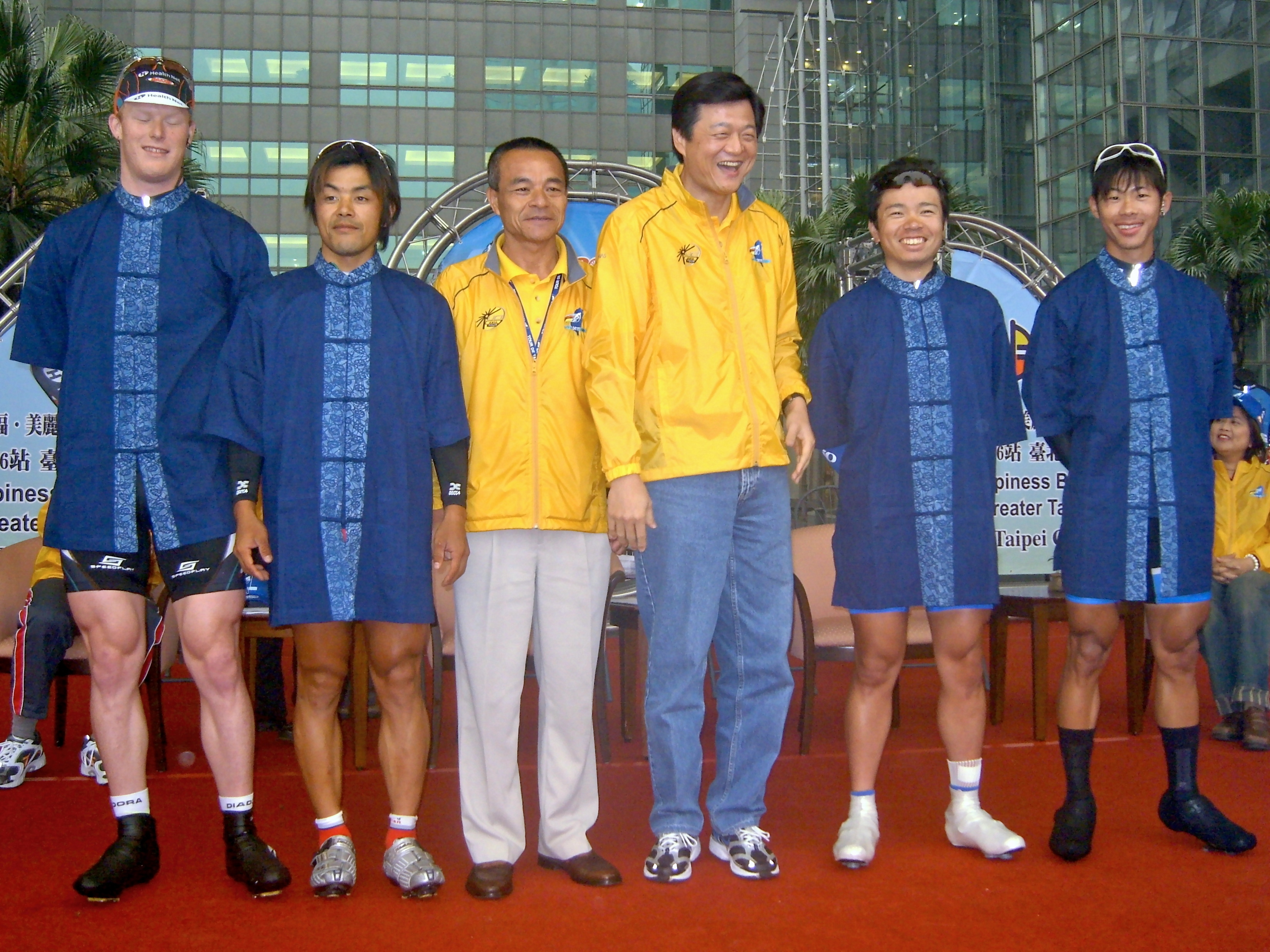
新竹站各領先者，接受台北縣長周錫瑋頒贈的藍染。

- 路線：台北縣政府（暖胎起點）→區運路→漢生東路→文化路一段→民生路二段→大漢橋→思源路→五工路→五權路→七號越堤道（暖胎終點、比賽起點）→微風運河公園→省道59號→三號越堤道→省道2號→石門國中（第一衝刺點）[8]→太平洋翡翠灣（折返點）→野柳國小→石門國小→交通部觀光局麟山鼻遊憩區（第二衝刺點）[8]→省道2號→關渡大橋→七號越堤道→台北縣政府（比賽終點）
- 里程：127.7公里，不含越堤道之前的11.35公里暖胎

#### 比賽數據
註：比賽成績以官方公佈之成績表（页面存档备份，存于）為準。
- 單站成績：

| 項目 | 個人前三名                         | 團體前三名     |
| ---- | ---------------------------------- | -------------- |
| 1    | 凯尔·格里特斯 （瑪吉斯職業車隊）   | TT1職業車隊    |
| 2    | Valeriy Kobzarenko （TT1職業車隊） | 瑪吉斯職業車隊 |
| 3    | 胡健燊 （香港單車隊）              | 美利達歐洲車隊 |

- 各項領先者：
  - 亞洲車手：西谷泰治（愛三職業車隊），15:18'18"，總排名第4
  - 台灣車手：賴冠華（捷安特亞洲車隊），15:18'41"，總排名第13
  - 衝刺王：John Murphy（美國瑪吉斯車隊），72分
  - 個人總成績：John Murphy（美國瑪吉斯車隊），15:18'09"
  - 團體總成績：捷安特亞洲車隊

### 第七站（南港展覽館）
- 口號：全球拓展，貿協相伴[14]
- 性質：國際菁英城市繞圈賽

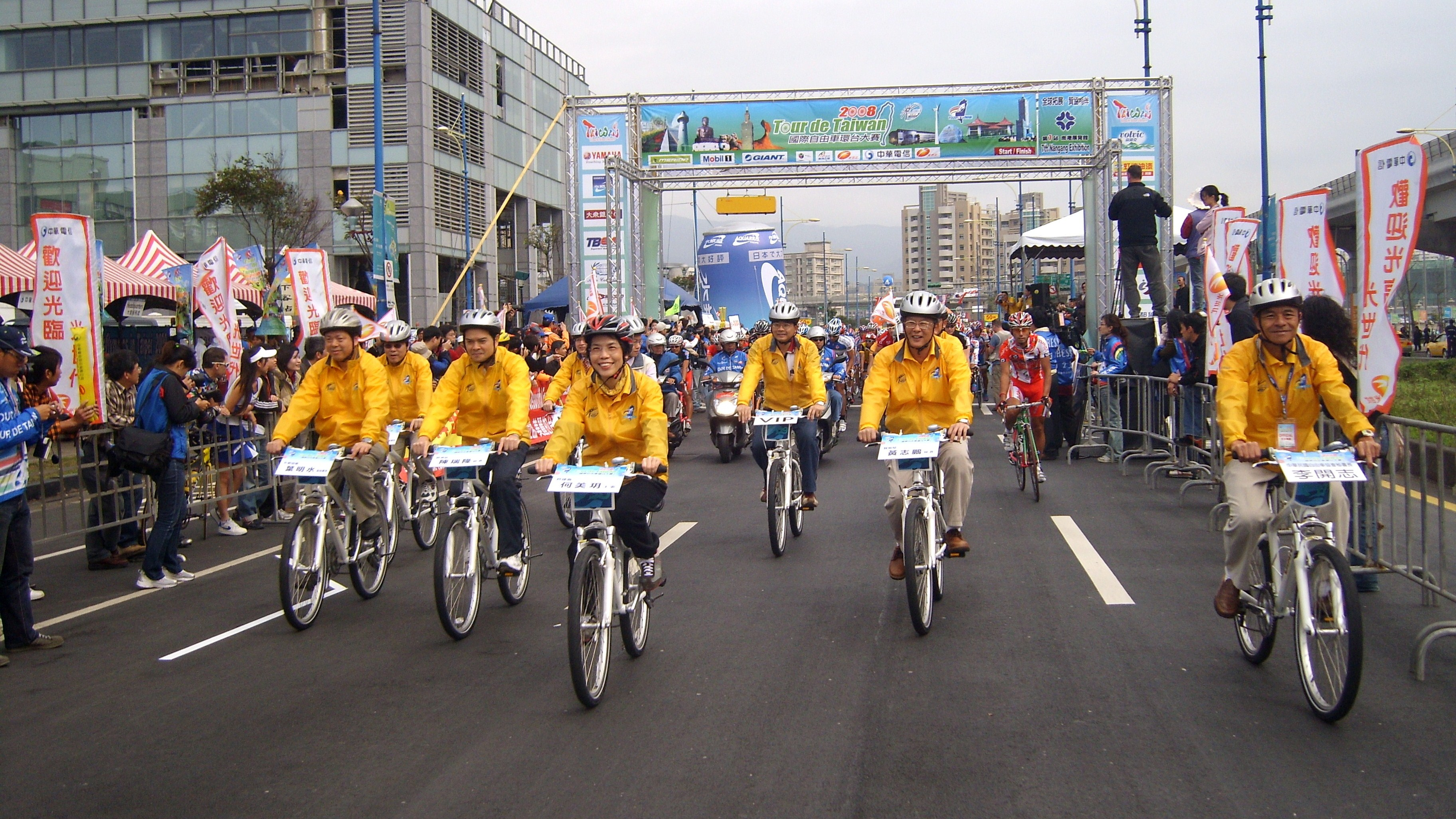
政院、貿協高層為南港展覽館站揭開序幕。

- 路線：經貿二路（南港館正門對面，起終點）→南港路→三重路→經貿二路
- 里程：每圈1.45公里，比賽進行40圈，共58公里，不含暖胎圈2圈
- 衝刺點：十倍數圈（第40圈除外）過終點前[8]。

#### 比賽數據
註：比賽成績以官方公佈之成績表（页面存档备份，存于）為準。
- 單站成績：

| 項目 | 個人前三名                     | 團體前三名     |
| ---- | ------------------------------ | -------------- |
| 1    | 黃金寶 （香港單車隊）          | 美利達歐洲車隊 |
| 2    | 福島晉一 （梅丹本舖車隊）      | TT1職業車隊    |
| 3    | John Murphy （瑪吉斯職業車隊） | RUK車隊        |

- 各項領先者：
  - 亞洲車手：西谷泰治（愛三職業車隊），16:37'40"，總排名第4
  - 台灣車手：賴冠華（捷安特亞洲車隊），16:38'03"，總排名第14
  - 衝刺王：John Murphy（美國瑪吉斯車隊），73分
  - 個人總成績：John Murphy（美國瑪吉斯車隊），16:37'25"
  - 團體總成績：捷安特亞洲車隊

### 第八站（台北市）
- 口號：健康城市，台北市
- 性質：國際菁英城市繞圈賽

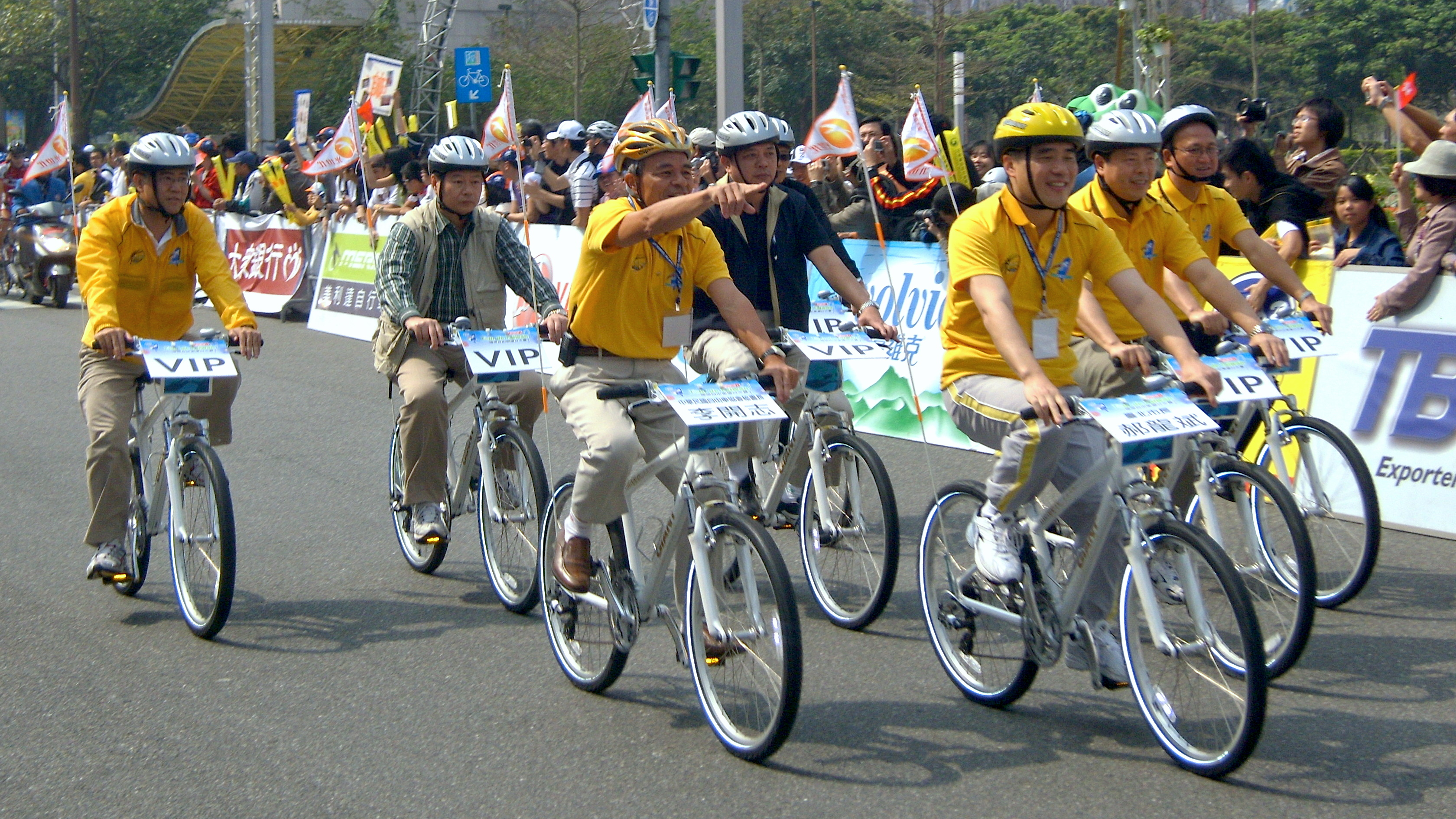
台北市站的開幕領騎，市府與貿協高層共同參與。

- 路線：台北市政府周邊道路（市府路→松高路→松智路→松壽路→市府路，與「市民菁英繞圈賽」共用同一路線）
- 里程：每圈1公里，比賽進行60圈，共60公里，不含暖胎圈2圈
- 衝刺點：12倍數圈（第12、60圈除外）過終點前。

#### 比賽數據
註：比賽成績以官方公佈之成績表（页面存档备份，存于）為準。
- 單站成績：

| 項目 | 個人前三名                          | 團體前三名   |
| ---- | ----------------------------------- | ------------ |
| 1    | Marek Wesoły （美利達歐洲隊）       | 香港單車隊   |
| 2    | Krzysztof Jeżowski （美利達歐洲隊） | 美利達歐洲隊 |
| 3    | 宮澤崇史 （梅丹本舖車隊）           | TT1職業車隊  |

- 最終總成績：

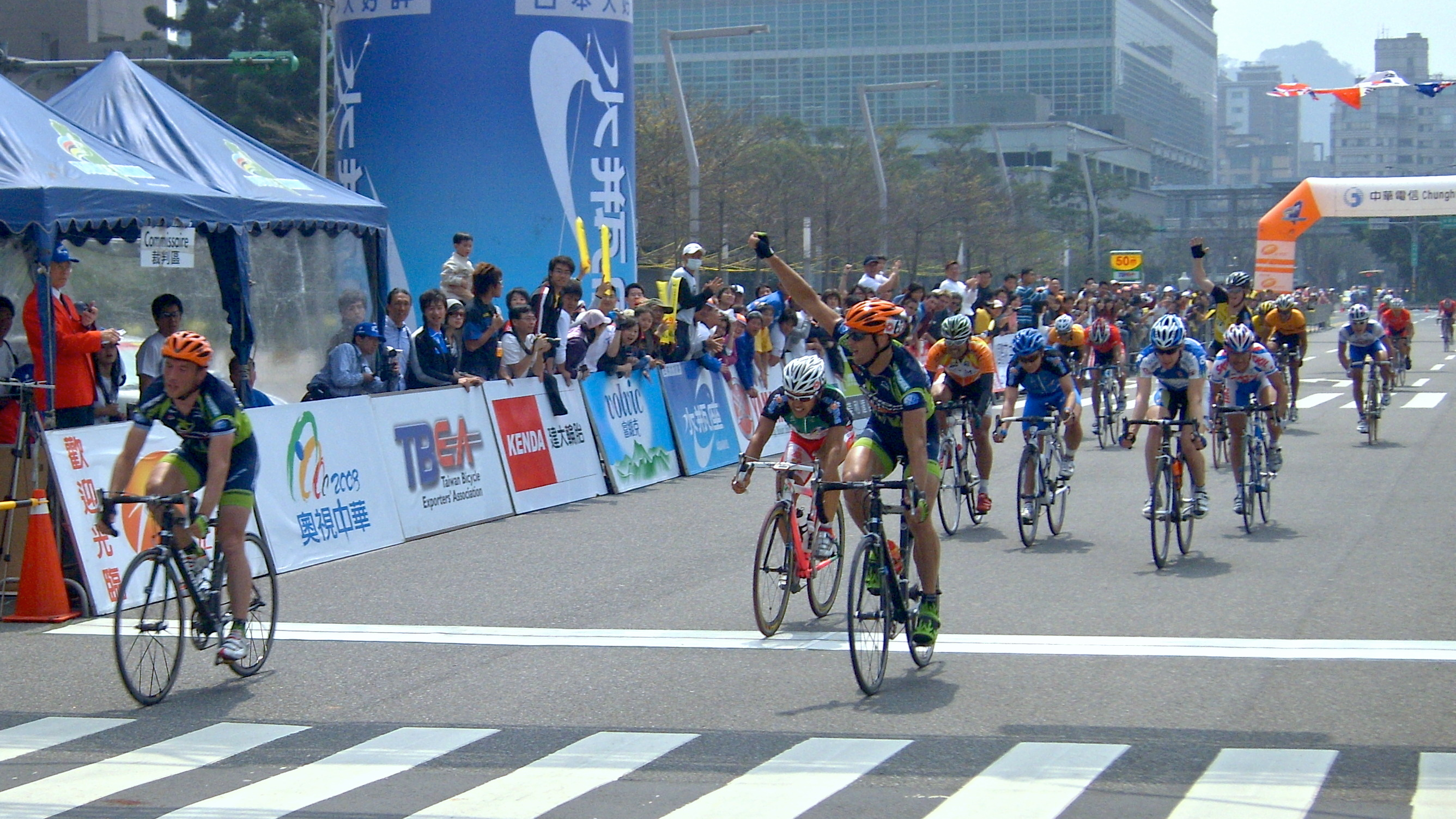
美利達歐洲隊的兩位車手，在後半期就一直保持領先到最後。

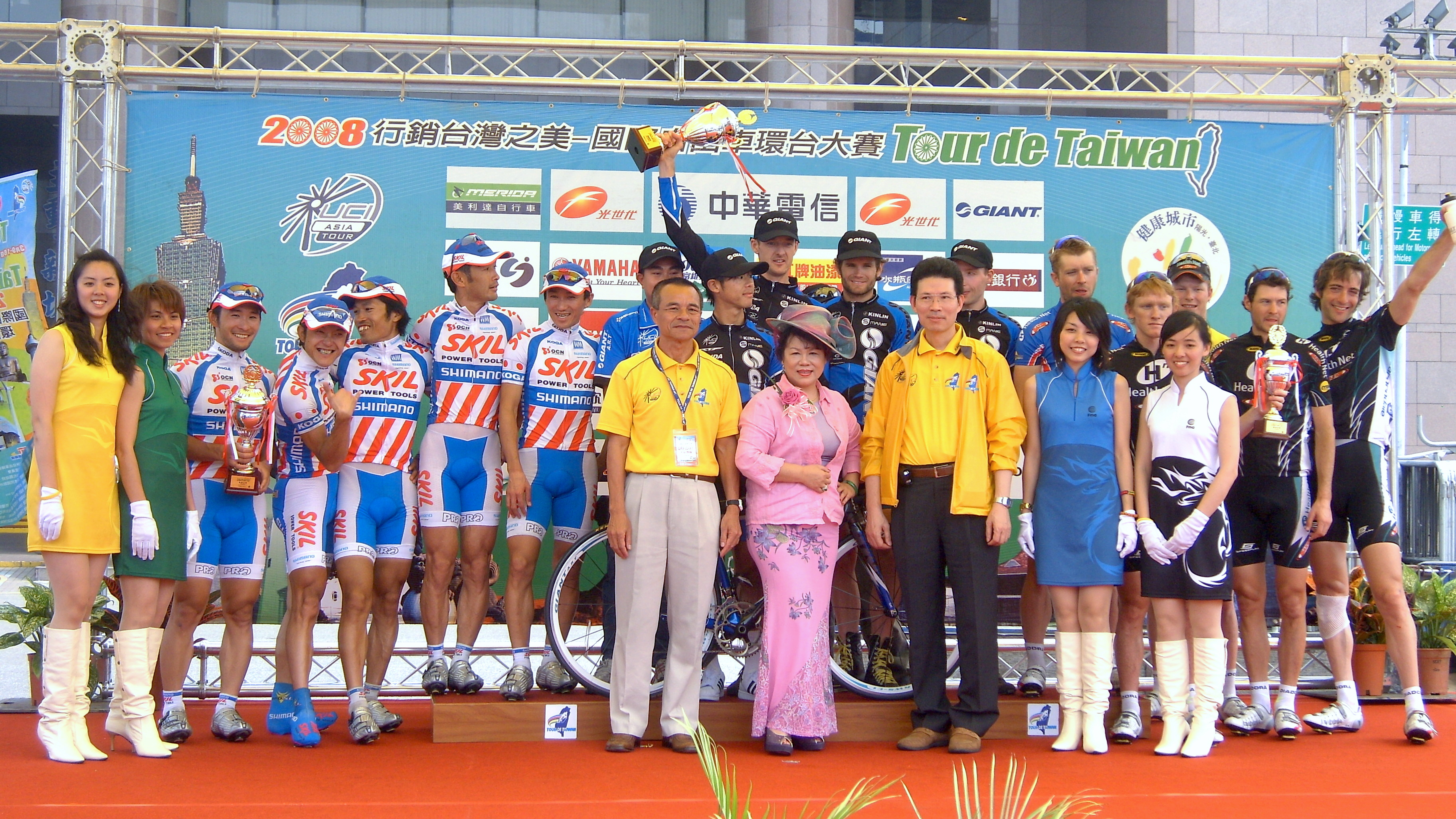
團體總成績前三名的合影。

  - 亞洲總冠軍：宮澤崇史（梅丹本舖車隊），17:59'46"，總排名第3
  - 台灣總冠軍：賴冠華（捷安特亞洲車隊），18:00'13"，總排名第15
  - 衝刺總冠軍：John Murphy（美國瑪吉斯車隊），81分
  - 個人總冠軍：John Murphy（美國瑪吉斯車隊），17:59'32"
  - 團體總冠軍：捷安特亞洲車隊

## 各站冠軍走勢圖
註：本圖是根據上面各站成績所設計，鑒於Timeline的字元使用限制，故使用英文名稱顯示。

## 退賽名單
| 分站別 | 退賽類型 | 車手             | 隸屬隊伍            | 備註 |
| ------ | -------- | ---------------- | ------------------- | --- |
| 1      | DNF      | 陳村貴           | 新竹e-MA車隊        | 因為換騎沒有感應晶片的自行車，導致此一判決發生，後在第二站比賽前進行申訴，並確認為誤判後，恢復比賽資格。 |
| 1      | DNF      | 黃世昌           | 台中縣自行車隊      | |
| 1      | DNF      | 陳建廷           | 台中縣自行車隊      | |
| 1      | DNF      | 劉彥儀           | MAO亞洲車隊         | |
| 2      | DNS      | 高阿丹           | MAO亞洲車隊         | |
| 3      | DNF      | Stefan Loffler   | 捷安特亞洲車隊      | |
| 3      | DNF      | Enrico Traini    | Jet Fuel Coffee車隊 | |
| 3      | DNF      | 王胤之           | 梅丹本舖車隊        | 轉隊後第一次亮相，因感冒而半途退賽。                                                                     |
| 3      | DNF      | 陳村貴           | 新竹e-MA車隊        | 因差距過大主動退賽。                                                                                     |
| 5      | DNF      | 數元彰           | 台灣騎拿車隊        | |
| 6      | DNS      | Saleh Mohd Zamri | 馬來西亞國家隊      | |
| 6      | DNS      | Angus Morton     | 保時捷職業車隊      | 第三站時曾一度摔車，險些退賽。                                                                           |
| 6      | DNS      | Greg Roche       | KFS車隊             | |
| 6      | DNF      | Robert Williams  | 保時捷職業車隊      | |
| 6      | DNF      | Shane R. Braley  | Jet Fuel Coffee車隊 | |
| 7      | DNS      | 善皓             | 首爾車隊            | 台北縣站，終點前發生摔車意外。                                                                           |
| 7      | DNF      | 巫帛宏           | 新竹e-MA車隊        | 南港路轉三重路時摔車，台北縣站亦曾在終點前，因與韓國車手朴善皓擦撞而摔車。                                 |
| 7      | DNF      | 外勢健一朗       | 新竹e-MA車隊        | 主集團倒數近十圈時摔車。                                                                                 |
| 7      | DNF      | Herwin Jaya      | 寶利根職業車隊      | 主集團倒數近十圈時摔車。                                                                                 |
| 8      | DNF      | 金久鉉           | 首爾車隊            | |
| 8      | DNF      | 飯野嘉則         | 喜瑪諾職業車隊      | |

## 相關活動

### 主題活動

今年首度設置的海報設計大賞，在台北市站的比賽結束後，進行頒獎。

- 環台賽加油，選手GOGOGO：是由主辦單位與贊助單位中華電信合作之現場活動，包含「環台知識王」、「預測單站冠軍抽大獎」、「票選國內人氣王」等三項子活動，並在今年的所有分站比賽中設置。藉由這項活動的設置，除了讓參觀者可以更加了解國際自由車環台賽的歷史，更藉由「逐日比賽戰報」（官方稱之「環台趴趴走」）的發送，讓參觀者可以了解各分站的設置背景[7]。
- 海報設計大賞：此項由名衍行銷公司主辦的競賽，是鼓勵參與的大專院校學生，藉由視覺的創意，與環台賽的元素，展現台灣的另一風貌。在環台賽進行的期間，主辦單位會將獲得佳作與優勝的作品，進行巡迴展示，並且在最後的分站比賽結束後，表揚優勝作品的設計者。
- 開幕式與領騎：主辦單位會邀請當地具特色的表演團體，或是主力的贊助廠商，進行開場表演，另外，在第二站之後，前一站的領先者，皆會接受該分站縣市政府之表揚，與致贈紀念品。而在領騎部分，主辦單位會先配置好領騎的自行車，由各分站的與會貴賓進行領騎，作為暖胎圈的開始，而貴賓領騎的路程，雖然只有暖胎圈的一半，但領騎車隊的前方，則必須由警力保護，以防止意外的發生。

### 配合活動

#### 高雄市站

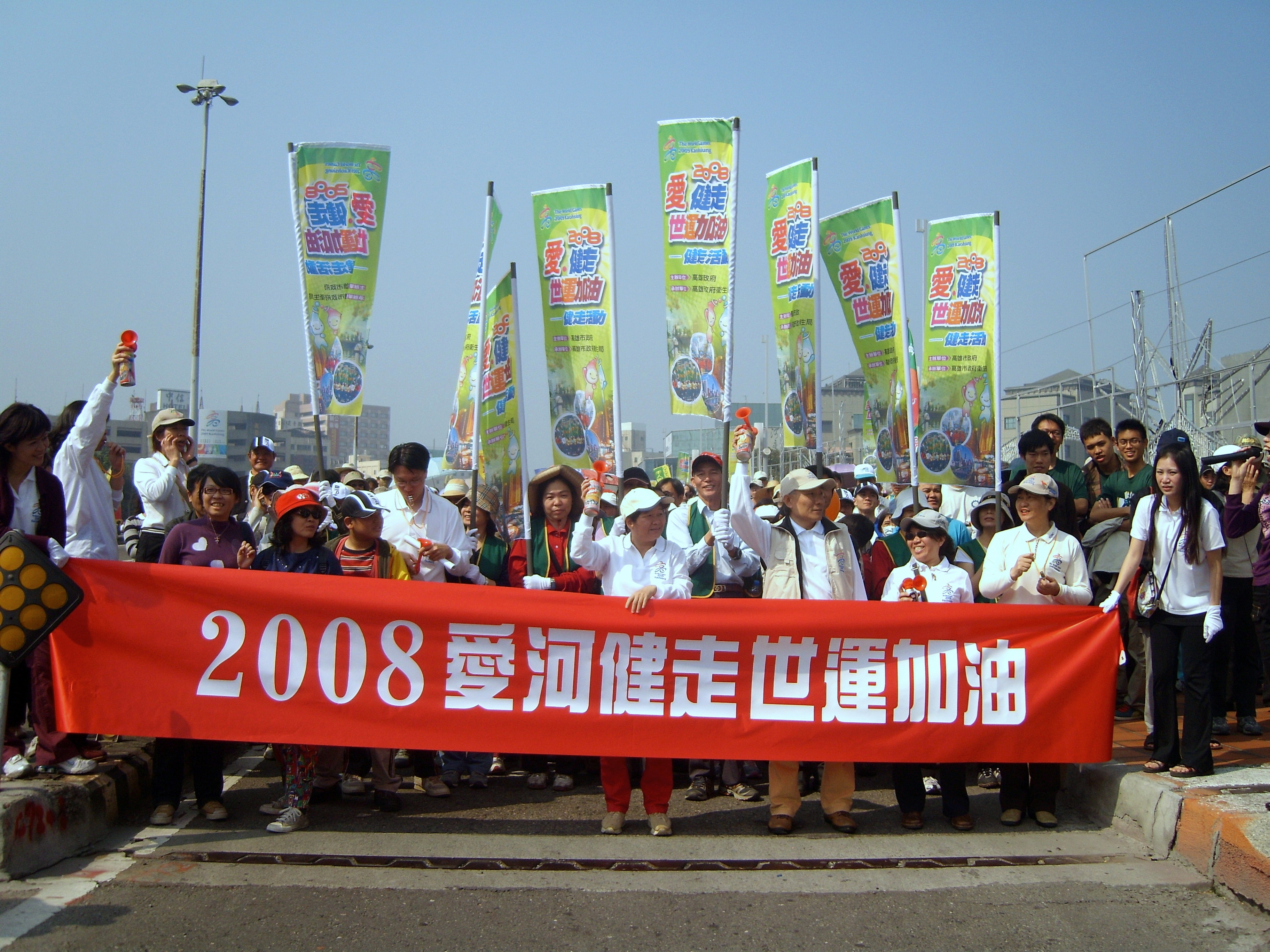
「2008年愛河健走、世運加油」健走活動

高雄市政府為了宣導2009年即將舉行的世界運動會（當地稱之「高雄世運會」），加上2009年世界運動會組織委員會基金會執行長紀政之前曾在高雄市推廣「每日一萬步，健康有保固」的觀念，進而由高雄市衛生局主導「2008年愛河健走、世運加油」健走活動，並獲得眾多民眾的響應。
- 健走路線：高雄市立歷史博物館→中正四路→河東路→五福四路→河西路→中正四路（繞行2圈）→衛生教育宣導攤位

#### 台北縣站
- 啦啦隊突擊：由台北縣轄區之中、小學（包含樹人家商、板橋國中、能仁家商）組成之加油團，在比賽沿線為選手加油，因為行經的鄉鎮市與景點，進而引起話題[21]。
- 文化參訪日：由於台北縣今年是「單一分站」，因此除了在賽前，台北縣長周錫瑋贈送三峽產之藍染旗袍，給新竹市站的各領先者[21]，還在比賽後，由主辦單位邀請所有選手，參觀林家花園[13]。

#### 南港展覽館站

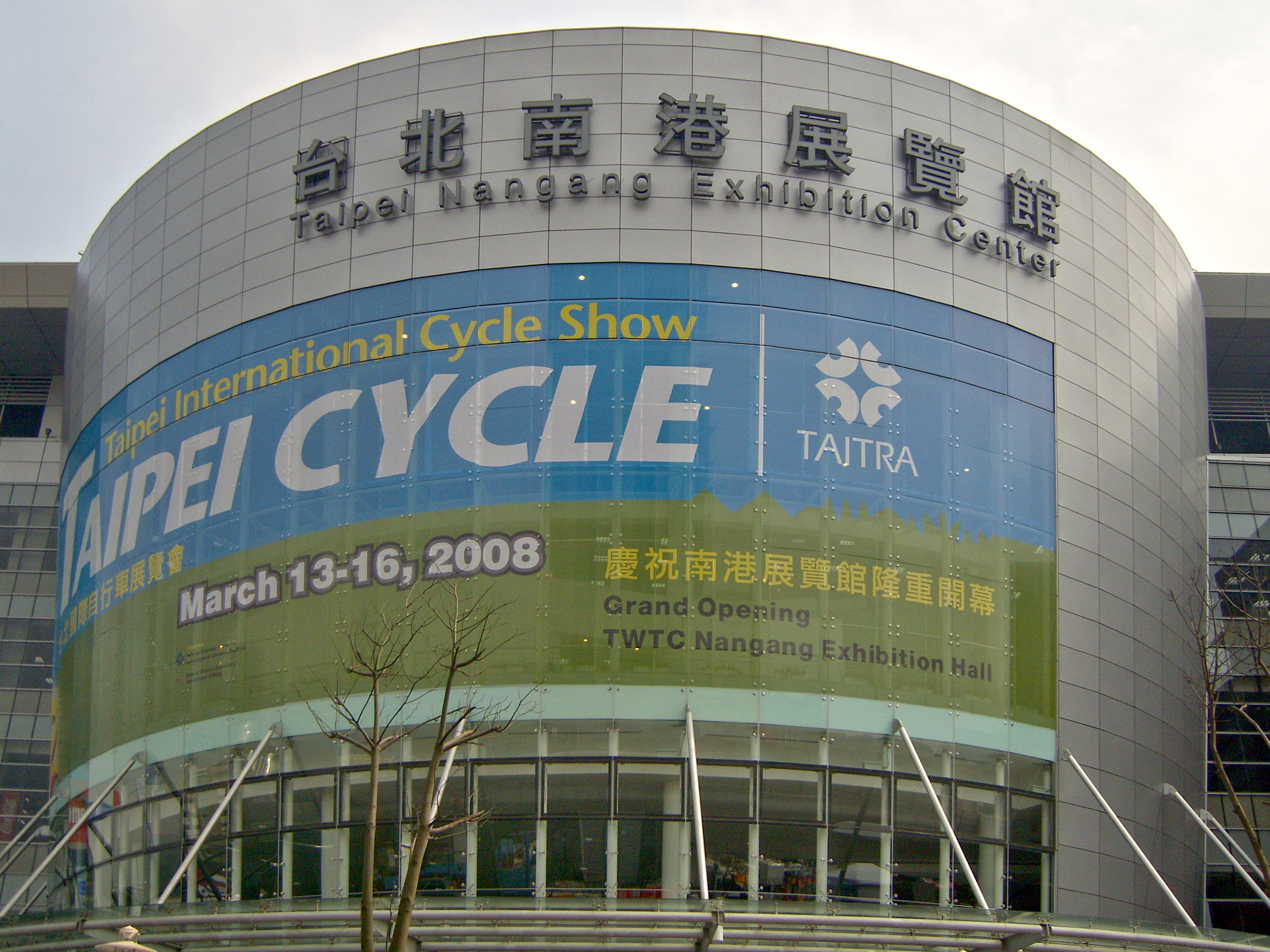
自行車展首度移師南港館，規模大幅提升。

適逢貿協選擇自行車展，成為南港館第一個展出的國際型大展，加上眾多自行車製造商的用車，也多為選手採用，因此，貿協也特別邀請參賽者，在賽後參觀此展覽。事實上，展會與競賽的結合，起源於2005年台北國際菁英自由車競賽的成功辦理，進而使得原本在下半年進行的環台賽，從2006年起，改在上半年，配合展覽同步辦理。

#### 台北市站

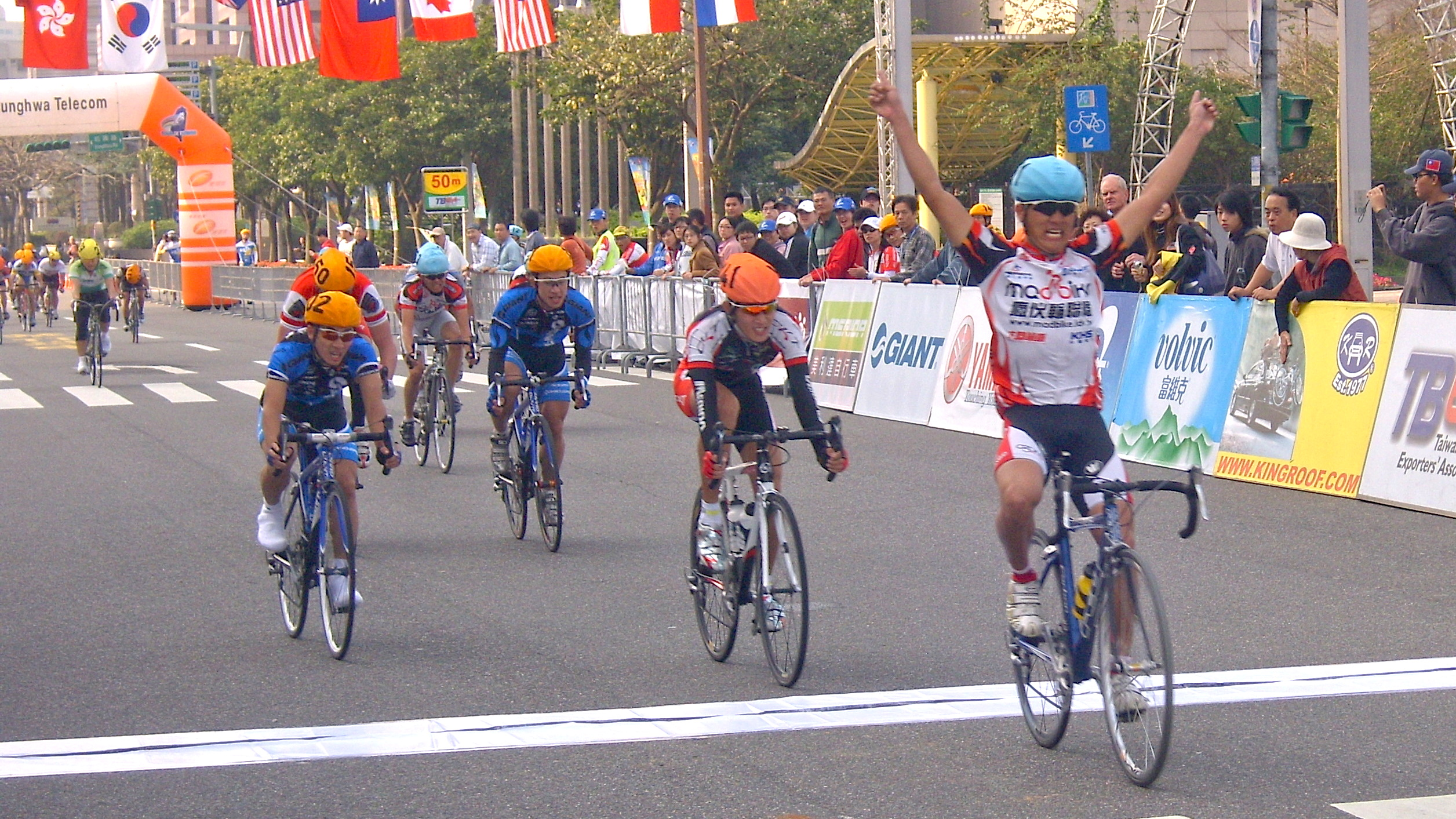
「市民菁英繞圈賽」，被視為是業餘車手的最佳伸展台。

為了推展台北市的自由車運動，並且拉抬環台賽台北市站的聲勢，主辦單位在正式比賽前，也進行了一場名為「第三屆市民菁英繞圈賽」的會前賽，吸引對自由車運動有興趣的業餘自行車手共襄盛舉。比賽年齡門檻限定為15歲以上，路線安排與環台賽相同，但規模只有環台賽的三分之一（20圈）。
原先主辦單位是預計要舉行兩日的比賽（包含「南港館站」），但因為中華民國自行車騎士協會的「2008扶輪盃北海岸自行車大賽」與南港展覽館站的比賽日重疊，使得主辦單位被迫將兩日的比賽，縮水成一日在台北市站進行。
比賽成績
| 項目   | 男15歲組 | 男20歲組 | 男30歲組 | 男40歲組 | 男50歲組 | 女子組 |
| ------ | -------- | -------- | -------- | -------- | -------- | ------ |
| 第一名 | 劉彥傑   | 黃信華   | 廖元忠   | 李福祥   | 羅昌其   | 李雅慧 |
| 第二名 | 黃文忠   | 朱梵心   | 陳澤龍   | 傅明正   | 黃文生   | 曾筱嘉 |
| 第三名 | 李國鳴   | 黃彥霖   | 薛勝隆   | 沈克倫   | 蘇中川   | 張琬琳 |

## 特殊紀錄

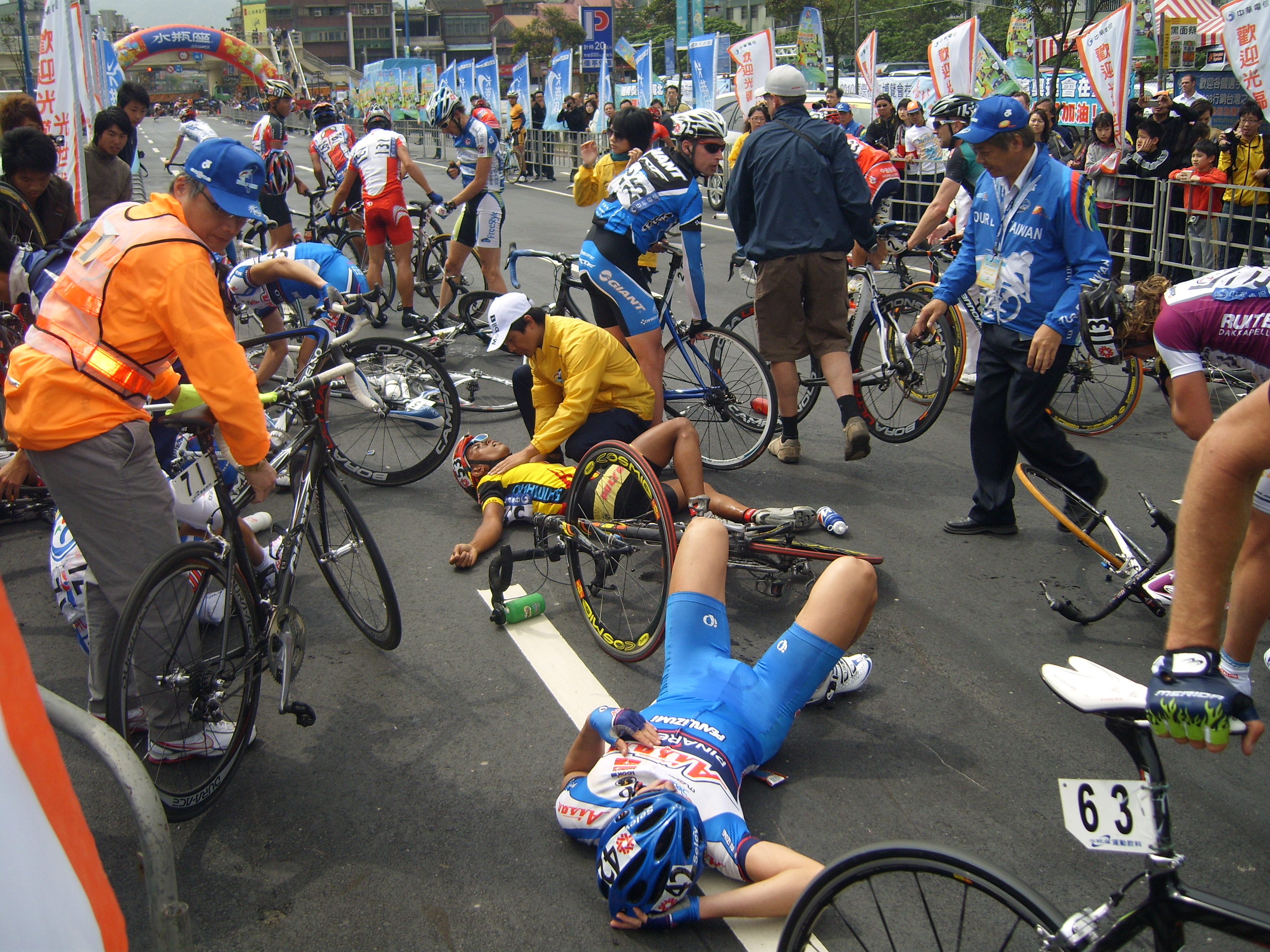
第七站進行至中後半段時的嚴重摔車事故。

- 第三站（彰化縣）是唯一有設置短程山路的分站比賽，但卻有部分選手因為延誤比賽，遭到罰款處分[5]。
- 第四站（台中市）因正逢台中洲際棒球場進行奧運棒球資格賽（台灣當地稱「八搶三」），改在文心森林公園進行。
- 第五站（新竹市）、第六站（台北縣）是從去年第六站（彰化─台北）的長途賽中分割而來。
- 公路賽距離長度：新竹市（148.3公里）＞台北縣（127.7公里）＞彰化縣（117.4公里）＞屏東縣（111.2公里）。
- 第六站（台北縣）行經板橋、新莊、五股、八里、淡水、金山、三芝、石門、萬里等九個鄉鎮市[13]，是行經最多鄉鎮市的分站。
- 第七站（南港館）首度列入，但曾因為接近後半期的嚴重摔車，導致比賽一度停擺，此一事故造成多位車手受傷，當中，新竹e-Ma車隊的外勢健一朗與寶利根職業車隊的Herwin Jaya因傷勢較為嚴重，被送醫急救，進而導致退賽[18]，而在此之前，台灣騎拿車隊的巫帛宏也因為之前在三重路的摔車而被迫退賽[26]，但是巫帛宏的意外，卻是繼前一站（台北縣）在終點前摔車後[27]，相隔不到一日，再度發生的個人摔車意外。

## 外部連結
- 德懋國際有限公司（環台賽冠軍領騎衫、禮儀小姐旗袍贊助廠商）（英文）
- 名衍行銷：環台賽─海報設計大賞
- 民生＠報：環台賽特輯（页面存档备份，存于）
- Team Type 1：環台賽特輯（英文）
- CyclingNews.com：環台賽特輯（页面存档备份，存于）（英文）
- Word Press：環台賽相關文章（页面存档备份，存于）（英文）